# Lecanoideus floccissimus
Lecanoideus floccissimus là một loài côn trùng cánh nửa trong họ Aleyrodidae, phân họ Aleurodicinae.
Lecanoideus floccissimus được Martin, Hérnandez-Suarez & Carnero miêu tả khoa học đầu tiên năm 1997.